# Парасков, Иван
Иван Парасков (род. 14 января 1958, Гоце-Делчев, Благоевградская область) — болгарский самбист и спортивный функционер, призёр международных турниров, чемпион (1982) и бронзовый призёр (1984) чемпионатов Европы, бронзовый призёр чемпионатов мира 1982 и 1984 годов. Выступал в наилегчайшей (до 48 кг) и легчайшей (до 52 кг) весовых категориях. Тренировался под руководством Богомила Атанасова и Лачезара Лозанова. Является президентом спортклуба «Самбо-Дети» в Благоевграде.